# Ciudad Tecún Umán
Ciudad Tecún Umán är en kommunhuvudort i Guatemala, för Municipio de Ayutla. Den ligger i departementet Departamento de San Marcos, i den västra delen av landet, 170 km väster om huvudstaden Guatemala City. Ciudad Tecún Umán ligger 31 meter över havet och antalet invånare är 11 432.
Terrängen runt Ciudad Tecún Umán är platt. Runt Ciudad Tecún Umán är det ganska tätbefolkat, med 248 invånare per kvadratkilometer. Ciudad Tecún Umán är det största samhället i trakten. Omgivningarna runt Ciudad Tecún Umán är en mosaik av jordbruksmark och naturlig växtlighet.